# Vladimir Nikitin
Vladimir Vasil'evič Nikitin (in russo Владимир Васильевич Никитин?; Kozino, 14 luglio 1959) è un ex fondista sovietico.

## Biografia
In Coppa del Mondo ottenne il primo risultato di rilievo il 27 marzo 1982 a Castelrotto e il miglior risultato il 27 marzo 1983 a Labrador City (4°).
In carriera prese parte a un'edizione dei Giochi olimpici invernali, Sarajevo 1984 (5° nella 15 km, 2° nella staffetta), e a una dei Campionati mondiali, Oslo 1982, vincendo una medaglia.

## Palmarès

### Olimpiadi
- 1 medaglia:
  - 1 argento (staffetta[1] a Sarajevo 1984)

### Mondiali
- 1 medaglia:
  - 1 oro (staffetta a Oslo 1982)

### Coppa del Mondo
- Miglior piazzamento in classifica generale: 8º nel 1983